# Azerbaïdjan aux Jeux olympiques d'été de 2004
L'Azerbaïdjan participe aux Jeux olympiques d'été de 2004 à Athènes. Il s'agit de leur 3e participation à des Jeux d'été.
La délégation azerbaïdjanaise, composée de 36 athlètes dans 10 sports, termine cinquantième du classement général avec 5 médailles (1 en or et 4 en bronze).

## Liste des médaillés azerbaïdjanais

### Médailles d'or
| Sport               | Discipline         | Sportifs       | Performance            |
| Médailles d'or : 1  |                    |                |                        |
| Lutte gréco-romaine | Moins de 66 kg (H) | Farid Mansurov | Azerbaïdjan 3 - 0 Cuba |

### Médailles d'argent
| Sport                  | Discipline | Sportifs | Performance |
| Médailles d'argent : 0 |            |          |             |

### Médailles de bronze
| Sport                   | Discipline             | Sportifs                | Performance                 |
| Médailles de bronze : 4 |                        |                         |                             |
| Boxe                    | Moins de 52 kg (H)     | Fuad Aslanov            | Azerbaïdjan 24 - 23 Pologne |
| Boxe                    | Moins de 54 kg (H)     | Aghasi Mammadov         | Azerbaïdjan 32 - 12 Ukraine |
| Tir                     | Pistolet 25 mètres (F) | Irada Ashumova          |                             |
| Tir                     | Skeet (F)              | Zemfira Meftakhetdinova |                             |